# Josh Dallas
Joshua Paul Dallas (sinh ngày 18 tháng 12 năm 1978) là một nam diễn viên người Mỹ. Anh được biết đến với vai diễn Prince Charming/David Nolan trong loạt phim truyền hình ABC tựa Once Upon a Time và Fandral trong chuyển thể phim Marvel Comics tựa Thor.

## Tiểu sử
Dallas sinh ở Louisville, Kentucky. Anh gặp nữ diễn viên người Anh Lara Pulver năm 2003 trong khi làm việc tại Nhà hát Hoàng gia, Windsor. Họ kết hôn vào năm 2007, và đã ly dị vào năm 2011..
Dallas sau đó đã hẹn hò với bạn cùng diễn Once Upon a Time Ginnifer Goodwin mùa thu năm 2011. Dallas và Goodwin đính hôn tháng 10 năm 2013, và họ kết hôn ngày 12 tháng 4 năm 2014 ở California. Họ có với nhau hai đứa con trai: Oliver Finlay Dallas (sinh năm 2014) và Hugo Wilson Dallas (sinh năm 2016).

## Sự nghiệp
Sau khi tốt nghiệp tại Mountview, Dallas gia nhập Công ty Royal Shakespeare, và sau đó tham gia với Nhà hát Quốc gia Hoàng gia, Nhà hát Opera Quốc gia Anh, Công ty New Shakespeare và The Young Vic.